# Podwichnięcie

Zdjęcie rentgenowskie podwichnięcia stawu śródręczno-paliczkowego

Podwichnięcie (łac. subluxatio) – niezupełne zwichnięcie polegające tylko na przesunięciu powierzchni stawowych względem siebie, bez całkowitej utraty kontaktu ze sobą.
Jednym ze stawów, w których najczęściej dochodzi do podwichnięcia, jest (obok stawu ramiennego, stawów palców, stawu biodrowego i kolanowego) staw skroniowo-żuchwowy. Zazwyczaj przyczyną jest uraz. W jego wyniku torebka stawowa i więzadła zostają nadmiernie rozciągnięte i to właśnie jest przyczyną zwiększonej ruchomości kości względem siebie. Przykładowo: przy otwieraniu ust głowa wyrostka kłykciowego żuchwy przeskakuje do przodu, czemu towarzyszy trzask bądź wyczuwalny stuk w końcowej fazie rozwarcia i często ból. Zwarcie jest utrudnione, ale pacjent potrafi sam ustawić żuchwę we właściwym położeniu.

U dzieci do trzeciego roku życia może wystąpić podwichnięcie główki kości promieniowej na skutek silnego pociągnięcia za rękę.